# إميل كريس
إميل كريس (بالمجرية: Keres Emil)‏ (و. 1925 – 2016 م) هو ممثل من المجر، مملكة المجر . ولد في زومباثلي .

## جوائز
حصل على جوائز منها:
- Kossuth Prize
- Radnóti prize
- جائزة جازاي ماري
- Hazám-díj.

## روابط خارجية
- إميل كريس على موقع IMDb (الإنجليزية)
- إميل كريس على موقع قاعدة بيانات الفيلم (الإنجليزية)